# NGC 2662
NGC 2662 је елиптична галаксија у сазвежђу Хидра која се налази на NGC листи објеката дубоког неба.
Деклинација објекта је - 15° 7' 16" а ректасцензија 8h 45m 32,0s. Привидна величина (магнитуда) објекта NGC 2662 износи 12,8 а фотографска магнитуда 13,8. NGC 2662 је још познат и под ознакама MCG -2-23-2, NPM1G -14.0271, PGC 24612.